# Giardino di Archimede
Il Giardino di Archimede, un museo per la matematica, è una fondazione ETS (Ente del Terzo Settore, iscritto al RUNTS con decreto n. 2913 della Regione Toscana del 13/2/2024).

## Descrizione
Il museo fu preceduto dalla mostra "Oltre il compasso", ideata e realizzata nel 1982 da Enrico Giusti e Franco Conti, che fu esposta in numerose città italiane e straniere e contò più di 500.000 visitatori. Fu il primo museo italiano dedicato alla matematica. Il museo ha acquisito nel corso degli anni, per volere del prof. Enrico Giusti, opere d'arte a carattere matematico tra cui spicca il celebre dipinto del pittore matematico Agathos (Carlo Franzoso) dal titolo 'Il Principio Binario' .
Il museo si configura come consorzio di università ed enti pubblici. Attualmente sono soci del consorzio: La Scuola Normale Superiore di Pisa, l'Università di Firenze, l'Università di Pisa, l'Università di Siena, la Provincia di Firenze, l'Unione Matematica Italiana, l'Istituto Nazionale di Alta Matematica e la Società Italiana di Storia delle Matematiche. La fondazione ha sede in Firenze, presso il Dipartimento di Matematica "U. Dini". Presidente dela fondazione è Giorgio Ottaviani.
Il Giardino di Archimede ha inaugurato la sua sede di Firenze il 26 marzo 2004 e l'ha aperta al pubblico il 14 aprile 2004. La sede di Firenze ha chiuso nel 2020.
Un'iniziativa del Giardino di Archimede chiamata La matematica antica su CD-rom riguarda il riversamento su CD-ROM e la diffusione di testi rilevanti per la storia della matematica.